# Ozielzinho
Ozielzinho, nome artístico de Oziel Alves de Alencar Filho (Bacabal, 20 de abril de 1980), é um guitarrista brasileiro. Conhecido por seu talento e virtuosismo, ficou conhecido nacionalmente devido aos seus videos lecionando ou fazendo performances de solos de sua autoria.
Ozielzinho, também tem reconhecido muitos guitarristas mirins pelo Brasil, como Vinnie Melo (Vinnie) que faz parte de uma banda de jovens e adolescentes no interior de Belo Horizonte, Territory.Oficial

## Biografia
Nascido de família de músicos, Oziel Filho (Ozielzinho) teve o primeiro contato com a musica aos 9 anos, ganhou reconhecimento nacional e internacional na internet através de videos postados no youtube chegando a ser finalista do concurso mundial de guitarristas na Inglaterra, o Guitar Idol. Também foi eleito o melhor guitarrista do ano de 2006 pela revista Seleções (Reader's Digest).
Fez participações especiais ao lado de grandes nomes da guitarra nacional como Kiko Loureiro, Frank Solari, Joe Moghrabi, Sydnei Carvalho e Marcelo Barbosa. Em entrevista ao programa Stay Heavy o guitarrista Rafael Bittencourt, da banda Angra, teceu elogios ao talento musical do artista.
Ozielzinho também foi integrante da banda de rock cristão Alttar por mais de cinco anos, chegando a participar da gravação do cd Novos Céus, lançado em 2011.
Em abril de 2012, Ozielzinho se desliga da banda Alttar para se dedicar integralmente à carreira solo.
Ozielzinho realiza workshops por todo Brasil e é endorser das guitarras Seizi, cabos Santo Angelo, efeitos Zoom, captadores Dimarzio, cordas e pedais NIG e amplificadores ORANGE.
Em janeiro de 2022, foi anunciado como o novo guitarrista da banda Catedral. O anúncio foi feito durante uma live com os integrantes da banda. Durante a transmissão, Kim, vocalista, disse que estava com vontade de voltar a formação clássica. O nome de Ozielzinho  foi sugestão de Júlio Cesar, o baixista da banda. 

## Discografia com Alttar
- (2011) - Novos Céus

## Discografia solo
- (2013) - A Procura